# 王繼曾 (明朝)
王繼曾（16世紀—17世紀），字孝侯，別號原魯，福建泉州府南安縣人，明朝政治人物。

## 生平
王繼曾早年出身府學附學生，以《詩經》中萬曆二十五年（1597年）福建鄉試舉人第四名，三十八年（1610年）會試中式第二十二名，成三甲進士，獲授行人，轉任擢戶科給事中，歷陞左右給事中，當時黨爭不斷，他堅持獨立公正，天啟帝時多次上疏都得載入《名臣奏議》中。
天啟元年（1621年）他到江西主持鄉試，因為忤逆中貴在次年（1622年）外轉浙江副使，在當地潔己愛民，很快請求辭官歸鄉。到天啟五年（1625年）他獲起用為山東副使，擢任尚寶司卿，七年（1627年）陞大理寺左少卿，同年晉太僕寺卿，恩蔭一子入國子監讀書；崇禎元年（1620年）他被降為太僕寺少卿，和正卿郭興治遭罷免，回鄉後鼓勵後進，疏通水利，七十二歲去世，鄉人哭得像失去父親一樣。

## 家族
曾祖封工部郎中王海，祖父工部郎中王良柱，父親王炫，母親洪氏。